# Nordijska regija
Nordijska regija – grupa zemalja na sjeveru Europe, sastoji se od:
- Danske
- Finske
- Islanda
- Norveške
- Švedske

kao i od 3 autonomne pokrajine u okviru ovih država:
- Grenland, Danska
- Ålandski otoci, Finska i
- Farski otoci, Danska

U nordijskoj regiji, čija površina iznosi 3.5 milijuna km², živi preko 25 milijuna stanovnika. Površinom najveća zemlja regije je Grenland s 2,166,086 km², dok je po broju stanovnika prva Švedska, u kojoj živi 9 223 766 stanovnika.  Ova regija od pet država i tri autonomne pokrajine je prepoznatljiva po zajedničkoj povijesti i društvenoj povezanosti. Zemlje nordijske regije su rangirane među najkonkurentnije zemlje svijeta, imaju visok životni standard te se smatraju uzorom napredne demokracije.

## Zastave nordijskih zemalja
Jedan od dokaza njihove povezanosti su i njihove zastave, sve su zasnovane na principu Danske zastave („Dannebrog“) - križa koji je lociran bliže koplju poznatog kao „Nordijski križ“:
| Danska | Farski otoci | Finska | Island | Norveška | Švedska | Ålandski otoci |
| Danska | Farski otoci | Finska | Island | Norveška | Švedska | Ålandski otoci |

Izuzetak su zastave Grenlanda i Laponije, kod kojih se umjesto križa na zastavi nalazi krug:
| Grenland | Laponija |
| Grenland | Laponija |

## Stanovništvo
1. Švedska – 9.223.766

2. Danska – 5.505.995
 
3. Finska – 5.302.375
 
4. Norveška – 4.752.735
 
5. Island – 319.355
 	
6. Grenland – 56.344

7. Farski otoci – 48.317

## Politika

### Povijesna politička struktura
| stoljeće | Nordijska regija                   | Nordijska regija                   | Nordijska regija                   | Nordijska regija                    | Nordijska regija                    | Nordijska regija   |
| 21.      | Danska (EU)                        | Farski otoci                       | Island                             | Norveška                            | Švedska (EU)                        | Finska (EU)        |
| 20.      | Danska                             | Farski otoci                       | Island                             | Norveška                            | Švedska                             | Finska             |
| 19.      | Danska                             | Danska                             | Danska                             | Švedska-Norveška (personalna unija) | Švedska-Norveška (personalna unija) | Rusija (VK Finske) |
| 18.      | Danska-Norveška (personalna unija) | Danska-Norveška (personalna unija) | Danska-Norveška (personalna unija) | Danska-Norveška (personalna unija)  | Švedska                             | Švedska            |
| 17.      | Danska-Norveška (personalna unija) | Danska-Norveška (personalna unija) | Danska-Norveška (personalna unija) | Danska-Norveška (personalna unija)  | Švedska                             | Švedska            |
| 16.      | Danska-Norveška (personalna unija) | Danska-Norveška (personalna unija) | Danska-Norveška (personalna unija) | Danska-Norveška (personalna unija)  | Švedska                             | Švedska            |
| 15.      | Kalmarska Unija                    | Kalmarska Unija                    | Kalmarska Unija                    | Kalmarska Unija                     | Kalmarska Unija                     | Kalmarska Unija    |
| 14.      | Danska                             | Norveška                           | Norveška                           | Norveška                            | Švedska                             | Švedska            |
| 13.      | Danska                             | Norveška                           | Norveška                           | Norveška                            | Švedska                             | Švedska            |
| 12.      | Danska                             | Farski otoci                       | Islandska zajednica                | Norveška                            | Švedska                             | Švedska            |
| narodi   | Danci                              | Ferojci                            | Islanđani                          | Norvežani                           | Šveđani                             | Finci              |